# Al-Kamiszli (poddystrykt)
Al-Kamiszli – jedna z 4 jednostek administracyjnych trzeciego rzędu (nahijja) dystryktu Al-Kamiszli w muhafazie Al-Hasaka w Syrii.
W 2004 roku poddystrykt zamieszkiwało 232 095 osób.